# Linolenat 9R-lipoksigenaza
Linolenat 9-lipoksigenaza (EC 1.13.11.61, NspLOX, (9R)-LOX, linoleatna 9R-dioksigenaza) je enzim sa sistematskim imenom alfa-linolenat:kiseonik (9R)-oksidoreduktaza. Ovaj enzim katalizuje sledeću hemijsku reakciju
alfa-linolenat + O2 {\displaystyle \rightleftharpoons } ()-9-hidroperoksioktadeka-10,12,15-trienoat
Kod cijanobakterija ovaj enzim učestvuje u biosintezi oksilipina. Enzim takođe konvertuje linoleat do (9R,10E,12Z)-9-hidroperoksioktadeka-10,12-dienoata.

## Literatura
- Nicholas C. Price; Lewis Stevens (1999). Fundamentals of Enzymology: The Cell and Molecular Biology of Catalytic Proteins (Third изд.). USA: Oxford University Press. ISBN 019850229X.
- Eric J. Toone (2006). Advances in Enzymology and Related Areas of Molecular Biology, Protein Evolution (Volume 75 изд.). Wiley-Interscience. ISBN 0471205036.
- Branden C; Tooze J. Introduction to Protein Structure. New York, NY: Garland Publishing. ISBN 0-8153-2305-0.
- Irwin H. Segel. Enzyme Kinetics: Behavior and Analysis of Rapid Equilibrium and Steady-State Enzyme Systems (Book 44 изд.). Wiley Classics Library. ISBN 0471303097.

## Spoljašnje veze
- Linolenate+9R-lipoxygenase на 